# Летни олимпийски игри 1924
VIII летни олимпийски игри се провеждат в Париж, Франция от 4 май до 27 юли 1924 г. Другите градове кандидатирали се за домакини са Рио де Жанейро, Берлин, Амстердам, Лос Анджелис и Рим. За подготовката на игрите са похарчени 10 милиона френски франка.
Това е последната олимпиада организирана под ръководството на Пиер дьо Кубертен.

## Важни моменти
- България участва за втори път на олимпиада. Страната взима участие и на първите модерни олимпийски игри в Атина през 1896, но само с един състезател- Шарл Шампо. Този път България изпраща 24 спортиста, но те не успяват да спечелят медал. Сред тях са поручик Крум Лекарски и ротмистър Владимир Стойчев в турнира по конен спорт. Председателят на БОК Ефтим Китанчев проявява рядък жест като отказва да пътува до Париж, за да може на негово място с тези пари да замине състезател.

- Церемониите по откриване и закриване, както и някои спортни състезания се провеждат на стадион Olympique Yves-du-Manoir, който има капацитет от 45 000 души.

- Финландците доминират на дългите разстояния в бягането, а британците и американците в по-късите дистанции. Финландецът Пааво Нурми печели състезанията на 1500 м, 5000 м. Два от медалите си печели в разстояние от един час.

- Британецът Харолд Ейбрахамс печели бягането на 100 метра, а Ерик Лидел на 400 м. Техните истории са показани във филма Chariots of Fire

- Дистанцията в маратона е променена на 42 км.

- Джони Вайсмюлер печели три златни медала в плуването и един във водната топка.

- Французинът Роже Дюкре печели 5 медала във фехтовката. Три от тях са златни.

- Германия не взима участие поради скоро завършилата Първа световна война.

- Тенисът на корт участва за последен път преди да бъде възстановен след повече от 60 години в Сеул.

## Медали
| Класиране по медали |                |       |        |       |      |
| No                  | Държава        | злато | сребро | бронз | общо |
| 1.                  | САЩ            | 45    | 27     | 27    | 99   |
| 2.                  | Финландия      | 14    | 13     | 10    | 37   |
| 3.                  | Франция        | 13    | 15     | 10    | 38   |
| 4.                  | Великобритания | 9     | 13     | 12    | 34   |
| 5.                  | Италия         | 8     | 3      | 5     | 16   |
| 6.                  | Швейцария      | 7     | 8      | 10    | 25   |
| 7.                  | Норвегия       | 5     | 2      | 3     | 10   |
| 8.                  | Швеция         | 4     | 13     | 12    | 29   |
| 9.                  | Нидерландия    | 4     | 1      | 5     | 10   |
| 10.                 | Белгия         | 3     | 7      | 3     | 13   |

## Олимпийски спортове
| - Ветроходство - Плуване - Водна топка - Вдигане на тежести - Лека атлетика - Ръгби - Борба - Колоездене - Фехтовка - Футбол |  | - Модерен петобой - Гимнастика - Поло - Гребане - Тенис - Бокс - Конен спорт - Скокове във вода - Стрелба |